# Энльет (язык)
Энльет, или северный ленгуа (Eenlhit, Enlhet, Lengua Norte, Northern Lengua, Powok, Vowak) — один из диалектов языка ленгуа, относящегося к маскойской семье языков, на котором говорит около 15.000 человек народа энсет, который проживает в департаментах Бокерон, Консепсьон и Пресиденте-Аес в Парагвае. Кроме северного, у языка ленгуа есть и южный диалект (энсет), от которого северный фонологически и орфографически отличается.